# Murray Riley
Murray Stewart Riley (født 5. oktober 1925, død 2020) var en australsk roer, politimand og storforbryder.
Riley deltog i OL 1952, hvor han roede dobbeltsculler sammen med John Rodgers. Duoen blev nummer tre i indledende heat, vandt første opsamlingsheat, men var ude af konkurrencen efter en tredjeplads i semifinaleopsamlingsheatet. Fire år senere ved OL 1956 i Melbourne roede han igen dobbeltsculler, denne gang sammen med Mervyn Wood. Også her blev han nummer tre i indledende heat og vandt opsamlingsheatet, men denne gang gav det adgang til finalen, hvor australierne vandt bronze, kun besejret af sovjetiske Aleksandr Berkutov og Jurij Tjukalov, som vandt guld, samt af Pat Costello og Jim Gardiner fra USA, som tog sølvmedaljerne.
Riley var ansat i Sydneys politi fra 1943, og han blev detective sergeant, men imidlertid plejede han lidt for tæt omgang med ledere af illegale kasinoer i byen, og derfra blev han involveret i narkosmugling. Han fik et års fængsel i 1966 i New Zealand for at have forsøgt at bestikke en politimand der efter at være blevet afsløret i narkohandel og bedrageri med stjålne checks. Efter at være blevet løsladt fortsatte han sin involvering i ulovlige aktiviteter, men var flere år gået under jorden. I 1978 blev han omsider fanget i forbindelse med opbringningen af en båd med 4,3 tons cannabis. Han blev nu idømt sytten års fængsel for dette samt yderligere tilfælde af bedrageri. Han afsonede kun seks år, og skiftede efterfølgende navn, men blev i 1990 anholdt i Storbritannien. Han blev her idømt fem års fængsel, men stak af i flere omgange fra britiske fængsler. Han slog sig derpå ned inkognito i Hongkong. I 1994 vendte han tilbage til Australien.

## OL-medaljer
- 1956:  Bronze i dobbeltsculler